# Jean Bernard Bongout
Jean Bernard Bongout (18 febbraio 2001) è un giocatore di badminton mauriziana.

## Palmarès
Kampala 2022: bronzo nel doppio misto